# Robert Hill (Politiker)

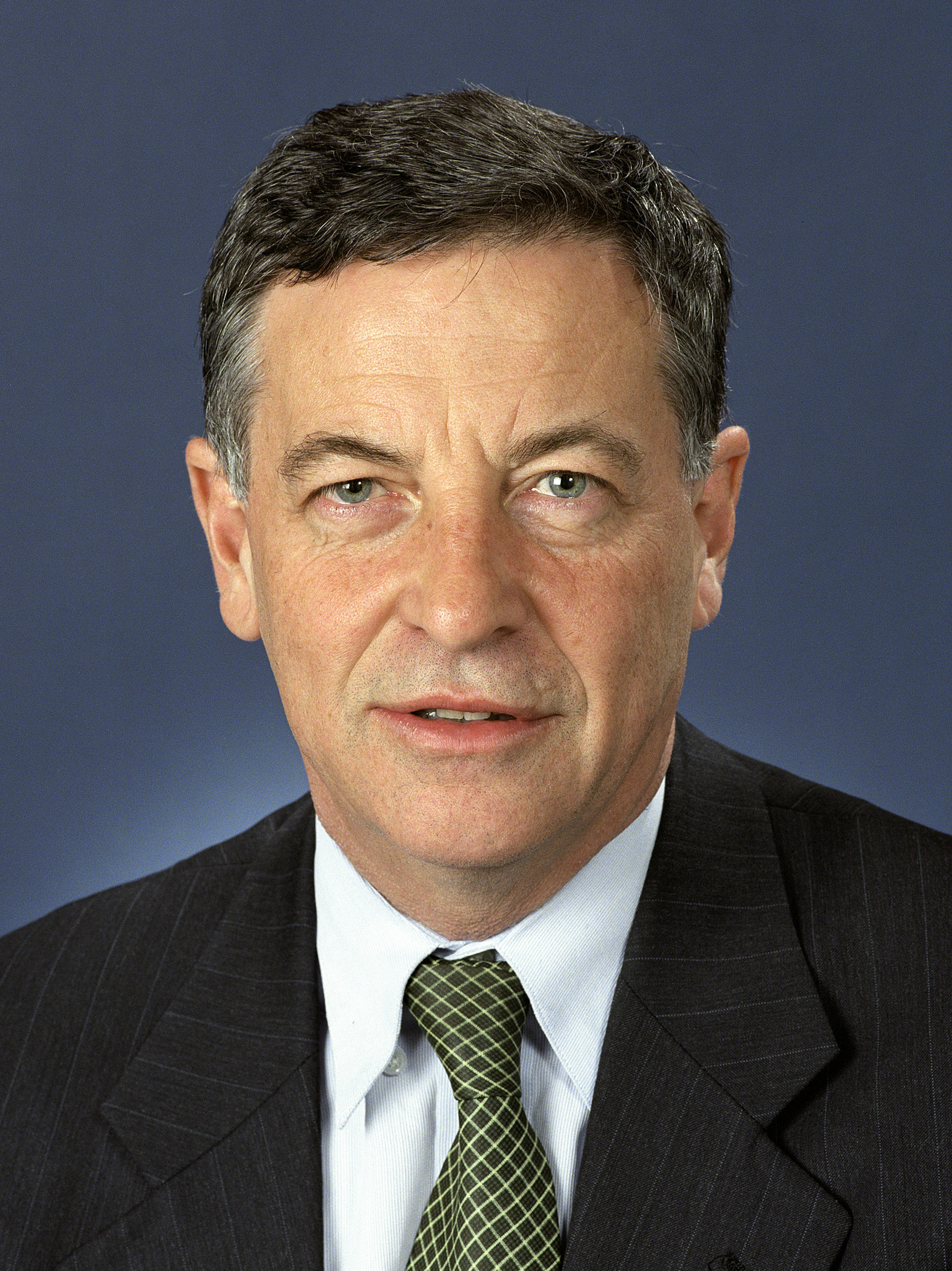
Robert Hill

Robert Murray Hill AC (* 25. September 1946 in Adelaide, South Australia) ist ein australischer Politiker der Liberal Party of Australia.

## Leben
Hill, Sohn des langjährigen Abgeordneten und Politiker Murray Hill, begann nach dem Schulbesuch ein grundständiges Studium am Scotch College in Mitcham sowie 1968 ein Studium der Rechtswissenschaften am St. Mark’s College der University of Adelaide, das er danach 1970 an der Universität London fortsetzte. Am 1. Juli 1981 wurde er für die  Liberal Party of Australia Mitglied des Australischen Senats und vertrat in diesem bis zum 15. März 2006 die Interessen von South Australia. 1982 schloss er ein Studium der Fächer Asiatische Geschichte und Politik an der University of Adelaide mit einem Bachelor of Arts (B.A. Asian History and Politics) ab. Während seiner Senatszugehörigkeit wurde er 1990 Nachfolger von Fred Chaney als Vorsitzender der Fraktion der Liberalen Party (Leader of the Liberal Party in the Senate) und bekleidete diese Funktion bis zu seiner Ablösung durch Nick Minchin 2006.
Am 11. März 1996 übernahm Hill im ersten Kabinett von Premierminister John Howard den Posten des Umweltministers (Minister for the Environment). Im Zuge einer Regierungsumbildung wurde er am 21. Oktober 1998 Minister für Umwelt und Kulturerbe (Minister for the Environment and Heritage) im zweiten Kabinett Howard. Nach dem Sieg der Liberalen Partei bei den Parlamentswahlen vom 10. November 2001 wurde er Nachfolger von Peter Reith als Verteidigungsminister (Minister for Defence) im dritten Kabinett Howard, das am 26. November 2001 vorgestellt wurde. Am 20. Januar 2006 trat er als Verteidigungsminister zurück, woraufhin der bisherige Minister für Bildung, Wissenschaft und Ausbildung Brendan Nelson am 24. Januar 2006 sein Nachfolger im vierten Kabinett Howard wurde.
Nach seinem Ausscheiden aus dem Senat löste Hill am 27. März 2006 Caroline Millar als Ständiger Vertreter Australiens bei den Vereinten Nationen in New York City ab und verblieb in dieser Funktion bis zu seiner Ablösung durch Gary Quinlan im Mai 2009. Am 26. Juli 2010 übernahm er von John von Doussa den Posten als Kanzler der University of Adelaide und übte dieses Amt bis zu seiner Ablösung durch Konteradmiral Kevin Scarce am 25. Juli 2014 aus.
Für herausragende Verdienste um das australische Parlament, insbesondere durch die Entwicklung politischer Reformen in den Ressorts Umwelt und Verteidigung, und um die internationalen Beziehungen Australiens durch hochrangige diplomatische Vertretung bei den Vereinten Nationen wurde er 2012 zum Companion des Order of Australia ernannt.
Hill ist mit der Psychologin Diana Jacka Hill verheiratet und Vater von vier Kindern, darunter die Schauspieler, Schriftstellerin und Produzentin Victoria Hill.